# 臺灣脊扁蝽
臺灣脊扁蝽（学名：Neuroctenus taiwanicus）为扁蝽科脊扁蝽屬下的一个种。